# Говоров, Иван Павлович
Говоров Иван Павлович (2 января 1899 года, село Зиновьево Бежецкий уезд, Тверская губерния, Российская империя — 30 января 1965 года, Киев, СССР), советский военачальник, генерал-майор (03.06.1944).

## Начальная биография
До службы в армии Говоров был учеником токаря и токарем на Путиловском заводе в Петрограде. В августе 1915 года за участие во всеобщей забастовке был арестован и до февраля 1916 года содержался в тюрьме «Кресты», затем работал электромонтером на Ниточной фабрике в Петрограде. В октябре 1917 года вступил в рабочую дружину и участвовал с ней во взятии Николаевского вокзала, разоружении юнкерского училища и штурме Зимнего дворца. После Октябрьской революции 1917 года был причислен к Волынскому батальону, затем с ноября состоял в Юрьево-Путиловском отряде отделенным командиром. В его составе участвовал в боях в Финляндии под Выборгом и ст. Раута.

## Военная служба

### Гражданская война
В марте 1918 года Говоров переведен красноармейцем во 2-й гусарский эскадрон по охране Смольного. В июне с группой красногвардейцев убыл в город Рыбинск и в июле с отрядом участвовал в подавлении Ярославского мятежа, затем был назначен в формируемый Ярославский полк (позже полк был переименован в 61-й, затем 15-й Юрьевский) старшиной конной разведки участвовал в боях на Архангельском фронте. Затем полк был переброшен в Петроград и переименован в 3-й Эстляндский. Командиром конной разведки с боями прошел с ним от Нарвы до Визимборга. После отступления из Эстонии полк вел бои в районе ст. Печера, г. Гдов, Чудское озеро. Под ст. Печера был ранен и эвакуирован в госпитале. С 1918 года член ВКП(б).
По выздоровлении в марте 1919 года убыл на Восточный фронт в 3-ю армию, где по прибытии в город Пермь Говоров был зачислен курсантом на командные курсы при штабе армии. После завершения обучения в июле он назначается командиром взвода продтранспорта 1-й бригады 30-й стрелковой дивизии, а с сентября служил командиром взвода и политруком в кавалерийском эскадроне этой дивизии. Между Томском и Мариинском с полуэскадроном попал в плен, но через 8 дней был освобожден подошедшими частями 1-й бригады. Затем с ней прошел с боями от Шадринска до озера Байкал.
В 1920 году переведен в части ВЧК и служил политруком в 33-м отдельном батальоне Сибирской ЧК. С июля 1920 по январь 1921 года проходил обучение в партшколе при политотделе 5-й армии в городе Иркутск, затем был назначен военкомом 1-го отдельного батальона 1-го Сибирского пограничного полка ОГПУ Сибирской ЧК. С мая 1921 года там же исполнял должность для поручений и начальника агентурной разведки при штабе 9-го пограничного батальона войск ВЧК, с июля был политруком роты в 207-м отдельном пограничном батальоне Сибирской ЧК. В составе этих частей участвовал в боях против вооруженных отрядов Шубина, барона Р. Ф. Унгерна фон Штернберга.

### Межвоенное время
В апреле 1922 года переведен в город Ростов-на-Дону в 6-й отдельный кавалерийский дивизион, а оттуда — во 2-й кавалерийский полк ОГПУ, где служил политруком роты и эскадрона. В 1923 года Говоров назначается начальником учебной комендатуры 47-го отдельного Кубано-Черноморского дивизиона ОГПУ. С августа того же года учился в Тифлисской пограничной школе ОГПУ, по окончании которой в мае 1924 года направлен инспектором политработы частей пограничной охраны Армяно-Нахичеванского района в город Эривань. С переформированием ЧОН в пограничные отряды с июля 1925 года служил инструктором партийно-политической работы в 39-м погранотряде войск ОГПУ в г. Ленинакан.
С апреля 1926 по май 1927 года — слушатель Высших курсов усовершенствования старшего комсостава в Ленинграде. Затем был назначен пом. начальника маневренной группы 46-го (Ашхабадского) погранотряда войск ОГПУ. С июня 1928 года продолжил службу инструктором в 47-м погранотряде войск ОГПУ Среднеазиатского округа в г. Керки, с августа — командовал дивизионом в Сурхан-Дарьинской отдельной пограничной комендатуре ОГПУ в г. Термез. В составе маневренной группы участвовал в ликвидации банд Утамбека и Ибрагим-бека в Таджикистане и Узбекистане. В 1929 года командиром оперативного отряда ОГПУ сражался с басмачами в Северных Каракумах. В мае 1930 года назначен командиром 62-го отдельного кавалерийского дивизиона войск ОГПУ в г. Туркуль, с июля 1932 года командовал крупной маневренной группой при 68-м погранотряде. Участвовал с ней в ликвидации банд в районах Кушка, Керки, Мерв.
В январе 1934 года командирован на учёбу в Высшую пограничную школу НКВД в Москве. После выпуска в мае 1935 года был назначен командиром 22-го кавалерийского полка войск НКВД в г. Кировабад. Одновременно учился на заочном отделении Военной академии РККА им. М. В. Фрунзе. Приказом НКВД от 28 февраля 1937 года за борьбу с басмачеством награждён нагрудным знаком «Почетный работник ВЧК-ОГПУ-НКВД». В декабре 1939 года полковник Говоров назначается начальником 43-го Геок-Тапинского погранотряда войск НКВД, затем в августе 1940 года переводится в Управление пограничных войск Черноморского округа пом. начальника по МТО в г. Симферополь. С 1941 года исполнял должность зам. начальника пограничных войск НКВД Молдавского округа по снабжению. Указом ПВС СССР от 1 марта 1941 года был награждён медалью «За боевые заслуги».

### Великая Отечественная война
С началом войны полковник Говоров в июне 1941 года назначается командиром 952-го стрелкового полка 268-й стрелковой дивизии, формировавшейся в МВО в г. Загорск. В начале августа дивизия убыла в Эстонию и в составе 8-й армии Северного фронта вела бои в районах Раквере, затем отходила на Ораниенбаум. 9 августа 1941 года получил ранение в руку. В середине сентября она была переброшена в Ленинград, где, войдя в 55-ю армию, сражалась в районе Красного Бора. Затем полковник Говоров на Ленинградском фронте командовал 107-м стрелковым полком 85-й стрелковой дивизии 55-й армии и 7-м стрелковым полком 20-й стрелковой дивизии войск НКВД в 23-й армии.
С мая по октябрь 1942 года находился на учёбе в Военной академии им. М. В. Фрунзе, затем был назначен зам. командира 387-й стрелковой дивизии, находившейся в резерве Ставки ВГК в г. Мичуринск. С середины декабря зам. командира и врид командира этой дивизии в составе 2-й гвардейской армии Сталинградского фронта участвовал в Котельниковской операции, в оборонительных боях в районе совхоза Крень, по предотвращению деблокады окруженной под Сталинградом немецкой группировки. В ноябре 1942 года ранен в обе ноги, контужен. С 25 декабря дивизия перешла в наступление и в январе участвовала в Северо-Кавказской, Ростовской наступательных операциях.
С 9 апреля 1943 года полковник Говоров принял командование 271-й стрелковой дивизией. С 13 мая она вошла в 28-ю армию и в июле участвовала в Миусской наступательной операции. В августе — сентябре её части в составе 28-й, затем 5-й ударной и 51-й армий успешно действовали в Донбасской наступательной операции, в освобождении городов Чистяково и Горловка. Приказом ВГК от 8 сентября 1943 года дивизии было присвоено почетное наименование «Горловская». С 21 сентября она находилась в резерве Южного фронта, затем Ставки ВГК. С 12 ноября дивизия была включена в 1-ю гвардейскую армию 1-го Украинского фронта и участвовала в Киевской оборонительной операции. С 8 декабря её части вели тяжелые бои по отражению атак танков и мотопехоты противника, удерживая плацдарм на правом берегу р. Тетерев. 11 декабря Говоров был отстранен от исполнения должности и назначен зам. командира 99-й стрелковой дивизии, а с 12 января 1944 года принял командование 127-й стрелковой Чистяковской дивизией, находившейся в обороне под Красполем. С марта дивизия успешно действовала в Проскуровско-Черновицкой наступательной операции. За освобождение г. Проскуров она была награждена орденом Красного Знамени (3.4.1944). С 19 июля её части принимали участие в Львовско-Сандомирской наступательной операции, в ходе которой освободили города Бережаны (22.07.1944), Рогатин (23.07.1944), Жидачов (01.08.1944), 
Ходоров (27.07.1944). С 5 августа дивизия была выведена в резерв и вела борьбу с бандеровскими отрядами в тылу 1-го Украинского фронта.
В ноябре 1944 года генерал-майор Говоров назначен командиром 120-й стрелковой Гатчинской Краснознаменной дивизии, находившейся в резерве Ставки. В декабре она была передислоцирована в Польшу восточнее сандомирского плацдарма и с января 1945 года в составе 21-й армии 1-го Украинского фронта участвовала в Висло-Одерской, Сандомирско-Силезской, Нижнесилезской и Верхнесилезской наступательных операциях, в форсировании рек Висла и Одер, в овладении городами Владовице, Жарки, Козегловы, Себеж, Оппельн. С середины марта её части вели бои по окружению и уничтожению оппельнской группировки противника. 23 марта дивизия овладела г. Нейсе и вышла в район севернее Цобтен, где перешла к обороне. В начале мая 1945 года она вступила на территорию Чехословакии в районе северо-восточнее Льсков и участвовала в Пражской наступательной операции.
За время войны комдив Говоров был четыре раза упомянут в благодарственных приказах Верховного Главнокомандующего

### Послевоенное время
С июня 1945 года генерал-майор Говоров командовал 34-й гвардейской стрелковой Енакиевской Краснознаменной ордена Кутузова дивизией в Австрии.
В 1946 году откомандирован в распоряжение МВД и назначен начальником окружного управления военного снабжения МВД Молдавской ССР.
25 сентября 1947 года уволен в запас по болезни.

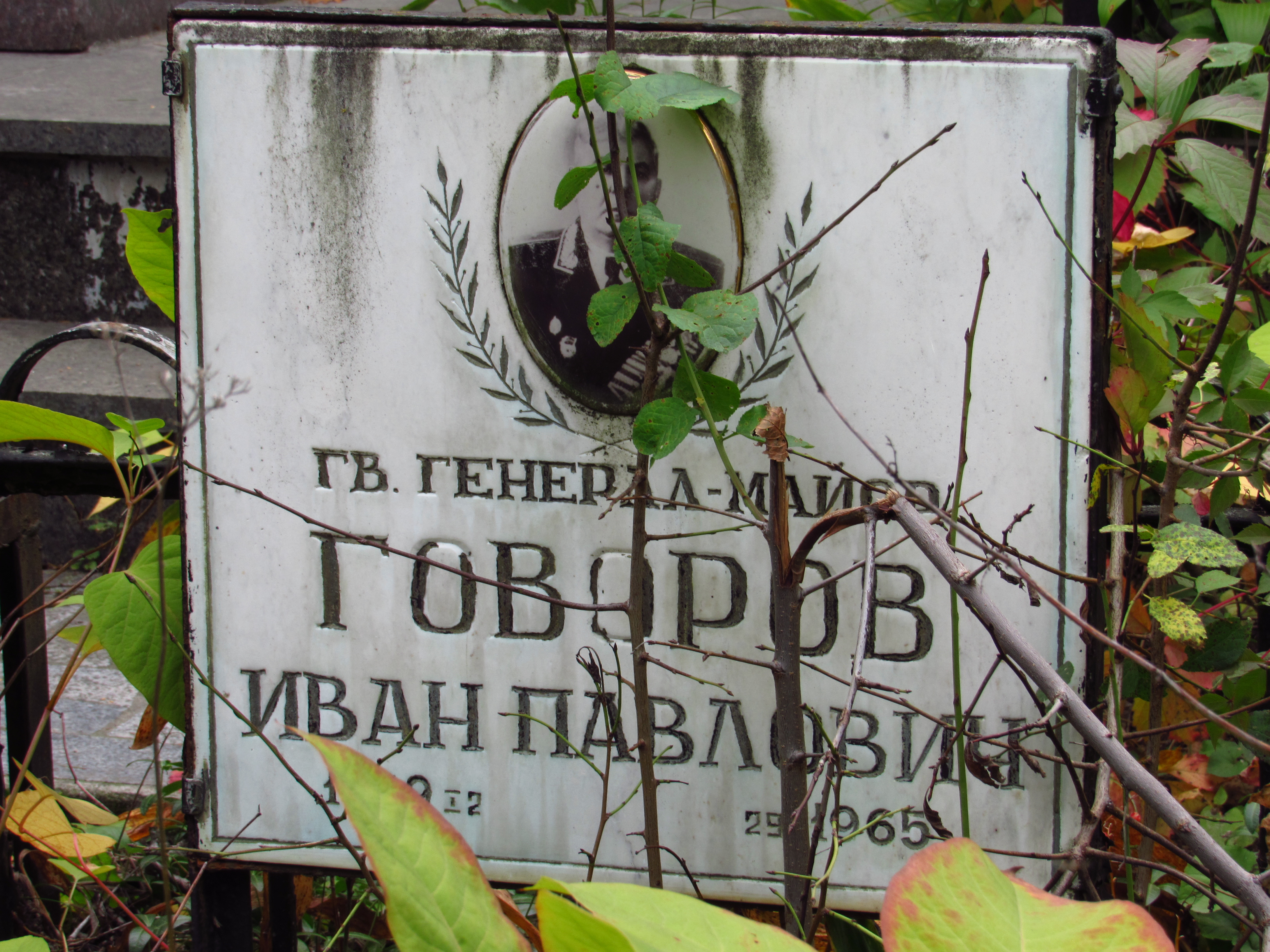
Могила И.П. Говорова

## Награды
СССР
- два ордена Ленина (21.02.1945[4], 06.04.1945)
- три ордена Красного Знамени (05.04.1943, 23.12.1943, 03.11.1944[4])
- орден Отечественной войны I степени
  - Медали, в том числе:
  - «За боевые заслуги» (01.03.1941)
  - «XX лет Рабоче-Крестьянской Красной Армии» (1938)
  - «За оборону Ленинграда» (20.04.1944)
  - «За победу над Германией в Великой Отечественной войне 1941—1945 гг.» (1945)
- знак «Почётный работник ВЧК-ОГПУ» (28.02.1937)

Приказы (благодарности) Верховного Главнокомандующего в которых отмечен И. П. Говоров.
- За овладение городами Дебальцево, Иловайск, Лисичанск, Енакиево, Горловка, Чистяково, Славянск, Артемовск, Краматорская, Константиновка, Макеевка, Красноармейское, Ясиноватая и областным центром Донбасса — городом Сталино. 8 сентября 1943 года. № 9
- За овладение важным центром военной промышленности немецкой Силезии городом и крепостью Оппельн — крупным узлом железных и шоссейных дорог и мощным опорным пунктом обороны немцев па реке Одер. 24 января 1945 года. № 251
- За овладение в немецкой Силезии городами Нойштадт, Козель, Штейнау, Зюльц, Краппитц, Обер-Глогау, Фалькенберг и др. 22 марта 1945 года. № 305
- За овладение в Силезии, западнее Одера, городами Нейссе и Леобшютц — сильными опорными пунктами обороны немцев. 24 марта 1945 года. № 307

Других государств
- медаль «За Одру, Нису и Балтику» (ПНР, 1945)
- другие награды